# Традиційні китайські ієрогліфи
Традиційні китайські ієрогліфи, повні ієрогліфи — поряд зі спрощеними, один з двох видів китайської ієрогліфіки.

Традиційний ієрогліф wèi кит.: 為 (= «для»)
Спрощений ієрогліф wèi кит.: 为 (4 риски замість 9)

Традиційні китайські ієрогліфи в сучасній графіці з'явилася за часів династії Хань, й утвердилися в орфографічній нормі з V століття за часів правління південних та північних династій. Термін «традиційні» використовують для протиставлення цього виду графіки до іншого стандартизованого варіанту ієрогліфіки — спрощених китайських ієрогліфів, що з'явилися внаслідок реформи, проведеної в 1950-х роках урядом КНР.
Традиційні ієрогліфи офіційно вживані на Тайвані, в Гонконзі та Макао, а також широко використовують в зарубіжних китайських громадах (за винятком Сінгапуру та Малайзії). Спрощена ієрогліфіка використовують в КНР, Малайзії та Сінгапурі. Між китайськими громадами продовжується дискусія щодо системи письма.

## Китайська термінологія

Слово «ханьдзі» (= «китайський ієрогліф») у традиційному написанні

Слово «ханьдзі» у спрощеному написанні

У китайській мові стосовно традиційних ієрогліфів використовують декілька найменувань.
Уряд Китайської Республіки (Тайвань) офіційно називає традиційну ієрогліфіку «стандартною» або «загальноприйнятою» (кит.: 正 体 字). Проте за межами Тайваню цей термін використовують для розрізнення стандартних (як спрощених, так і традиційних) ієрогліфів від варіативних та локальних ієрогліфів (кит.: 异体 字).
Китайці, які проживають за межами Тайваню, називають традиційні ієрогліфи «складними» (кит.: 繁体字). Крім того, люди, що користуються спрощеною ієрогліфікою, іноді називають традиційні ієрогліфи «старими» (кит.: 老 字), а ті, хто користується традиційною ієрогліфікою, — «повними» (кит.: 全体 字).
Багато китайців, які послуговуються традиційною ієрогліфікою, вважають, що традиційні ієрогліфи не слід вважати «складними», оскільки вони є вихідною формою китайського письма й ніколи зумисне не ускладнювалися, а спрощена ієрогліфіка не може бути визнана стандартною через те, що її не використовують усі носії китайської мови.
З іншого боку, прихильники спрощеного написання заперечують проти називання традиційних ієрогліфів стандартними, оскільки вважають сучасним стандартом нову спрощену систему, прийняту переважною більшістю носіїв китайської мови. Вони також зауважують, що традиційна ієрогліфіка не може вважатися вихідною, оскільки протягом століть зазнала значних змін (багато ієрогліфів з часів династії Хань стали більш деталізованими).
Деякі представники старшого покоління називають традиційні ієрогліфи «правильними» (кит.: 正字), а спрощені — ієрогліфами «з модернізованим написанням» (кит.: 简 笔 字) або «зі скороченим написанням» (кит.: 减 笔 字) («Спрощений» та «скорочений» в путунхуа є омонімами та вимовляються як jiǎn).

## Друкований текст
Окрім Тайваню та інших громад, де офіційно прийнято традиційне написання, традиційні ієрогліфи використовують у публікаціях, що видаються в КНР та Сінгапурі та спеціально призначені для читачів, які проживають за межами материкового Китаю.
У рукописному тексті багато людей використовують неформальні, часто індивідуальні, спрощення. У більшості випадків при наявності вибору використовують альтернативний ієрогліф (кит.: 异体 字), що складається з меншого числа рисок (наприклад, 体 замість 体). Деякі з цих спрощень вельми поширені: наприклад,台 tái  у слові 台湾 Táiwan замість стандартного 台.
У старому Китаї існували дві основні сфери застосування альтернативних ієрогліфів:
- Аби уникнути вживання ієрогліфів імені важливої особи у неформальному контексті, виказати повагу до згадуваної людини шляхом збереження знаків її імені. Ця дія називалася «уникненням образи» (кит.: 避讳)
- При повторенні однакових знаків — щоб показати, що повторення було навмисним, а не сталося через помилку редактора.

## Використання в інших мовах
Традиційну ієрогліфіку використовують для корейської мови у Південній Кореї (Ханча), а також, в помірно спрощеному вигляді, в японській (кандзі). Японська реформа написання заторкнула меншу кількість ієрогліфів у порівнянні з китайською. Багато спрощень збігаються, але деякі ієрогліфи були спрощені іншим чином, тож виник третій варіант написання (наприклад, кит.: 龙, яп. 竜).

## Комп'ютеризація
Раніше традиційна китайська ієрогліфіка найчастіше кодувалася за допомогою стандарту Big5, пристосованішого до традиційного написання.
Дедалі популярнішим стає Юнікод, який однаково добре відображає як спрощену, так і традиційну ієрогліфіку і не надає переваги жодній з систем. Існують різні редактори методу введення, що дозволяють вводити китайські ієрогліфи, проте деякі символи Юнікоду не можуть бути введені за допомогою більшості IME (наприклад, символ U+20C8E, ієрогліф, що використовують у шанхайському діалекті замість 吗 — (伐 з коренем 口)).
Консорціум Всесвітньої павутини рекомендує використовувати для установки традиційної ієрогліфіки на вебсторінці значення атрибута lang zh-Hant:
```
<html
 
lang=
"zh-Hant"
 
xml:lang=
"zh-Hant"
 
xmlns=
"http://www.w3.org/1999/xhtml"
>

```